# Centro Cultural Hispano Guineano
El Centro Cultural Hispano-Guineano va ser una de les principals entitats culturals equatoguineanes. Fundat en 1982, la seva principal seu estava a la ciutat de Malabo. Va ser dirigit entre altres per Ignacio M. Sánchez (de 1991 a 1996). A l'octubre del 2003, la Cooperació Espanyola tanca el centre i l'entitat es reconverteix en el Centre Cultural d'Espanya a Malabo i el Centre Cultural d'Espanya a Bata per l'Agència Espanyola de Cooperació Internacional, integrant tots dos centres la Xarxa de Centres Culturals AECID a Àfrica.
Editava la seva pròpia revista cultural trimestral denominada "África 2000 Arxivat 2015-11-09 a Wayback Machine." i la revista mensual "El Patio Arxivat 2015-11-09 a Wayback Machine.". La seva editorial, "Ediciones del Centro Cultural Hispano-Guineano" estava dedicada a escriptors equatoguineans, tant als consagrats com a les joves promeses.

## Publicacions
Entre els títols publicats destaquen, en narrativa "El amigo fiel" (1987) d'Ana Lourdes Sohora, "Afén, la cabrita reina" (1989) i "La última lección del venerable Emaga Ela" (1991) d'Antimo Esono Ndongo, "Boote-Chiba" (1990) de Pedro Cristino Bueriberi; en poesia hom pot destacar "Gritos de libertad y de esperanza" (1987) d'Anacleto Oló Mibuy, "Delirios" (1991) i "Cuentos de la Vieja Noa" (1999) de María Nsué Angüe. En l'àmbit de l'assaig també ha publicat diverses obras, com el "Curso de Lengua Bubi" (1991, ISBN 84-7232608-X) de Justo Bolekia Boleká.
Altres autors reconeguts d' "Ediciones del Centro Cultural Hispano-Guineano" són Maximiliano Nkogo ("Adjá-Adjá y otros relatos"), José F. Siale Djangany ("Cenizas de kalabó y termes"), Juan Tomás Ávila Laurel i Jerónimo Rope.